# Hậu chấn tâm lý
Hậu chấn tâm lý hay rối loạn căng thẳng sau sang chấn/chấn thương (tiếng Anh: post-traumatic stress disorder – PTSD) là một rối loạn tâm thần có thể phát triển sau khi một người tiếp xúc với một sự kiện đau buồn, chẳng hạn như tấn công tình dục, chiến tranh (trường hợp này còn được gọi là sốc chiến trường, tức shell shock), va chạm giao thông nghiêm trọng, lạm dụng trẻ em hoặc các mối đe dọa khác đối với cuộc sống. Các triệu chứng có thể bao gồm xuất hiện những hồi ức, suy nghĩ, cảm xúc hoặc giấc mơ rối loạn liên quan đến các sự kiện, đau khổ về tinh thần hoặc thể chất trước các dấu hiệu liên quan đến chấn thương, cố gắng tránh các tín hiệu liên quan đến chấn thương, thay đổi cách một người suy nghĩ và cảm thấy, và gia tăng phản ứng chiến-hay-chạy. Các triệu chứng này kéo dài hơn một tháng sau sự kiện. Trẻ nhỏ ít thể hiện sự đau khổ mà thay vào đó có thể bộc lộ những ký ức của chúng thông qua việc chơi đùa. Một người bị PTSD có nguy cơ tự tử và cố ý làm hại bản thân cao hơn.
Hầu hết những người trải qua các sự kiện đau thương không phát triển hậu chấn tâm lý. Những người trải qua chấn thương giữa các cá nhân như hiếp dâm hoặc lạm dụng trẻ em có nhiều khả năng phát triển hậu chấn tâm lý hơn so với những người trải qua chấn thương không do tấn công, chẳng hạn như tai nạn và thiên tai. Khoảng một nửa số người phát triển hậu chấn tâm lý sau khi bị hiếp dâm.  Trẻ em ít có nguy cơ phát triển hậu chấn tâm lý sau chấn thương hơn người lớn, đặc biệt nếu chúng dưới 10 tuổi. Chẩn đoán dựa trên sự hiện diện của các triệu chứng cụ thể sau một sự kiện đau thương.
Có thể phòng ngừa hậu chấn tâm lý khi tư vấn được nhắm mục tiêu vào những người có các triệu chứng ban đầu nhưng không hiệu quả khi được cung cấp cho tất cả những người tiếp xúc với chấn thương cho dù có hoặc không có triệu chứng. Các phương pháp điều trị chính cho những người bị PTSD là tư vấn (tâm lý trị liệu) và dùng thuốc. Thuốc chống trầm cảm thuộc loại ức chế tái hấp thu serotonin có chọn lọc là loại thuốc đầu tiên được sử dụng cho điều trị hậu chấn tâm lý và có lợi cho khoảng một nửa số bệnh nhân. Lợi ích từ việc dùng thuốc ít hơn so với lợi ích khi được tư vấn. Người ta không biết liệu việc sử dụng thuốc và tư vấn cùng nhau có mang lại lợi ích lớn hơn so với một trong hai phương pháp riêng biệt hay không. Các loại thuốc, không phải SSRI, không có đủ bằng chứng để chứng minh cho việc sử dụng chúng và trong trường hợp của thuốc benzodiazepin, có thể làm xấu đi kết quả.
Ở Hoa Kỳ, khoảng 3,5% người trưởng thành mắc chứng này trong một năm nhất định và 9% người phát triển bệnh này vào một thời điểm nào đó trong đời. Ở hầu hết các quốc gia còn lại trên thế giới, tỷ lệ người mắc chứng này trong một năm nhất định là từ 0,5% đến 1%. Tỷ lệ cao hơn có thể xảy ra ở các khu vực xung đột vũ trang. Bệnh này phổ biến ở phụ nữ hơn nam giới. Các triệu chứng rối loạn tâm thần liên quan đến chấn thương đã được ghi nhận ít nhất từ thời Hy Lạp cổ đại. Trong các cuộc chiến tranh thế giới, tình trạng này được biết đến dưới nhiều thuật ngữ khác nhau bao gồm "sốc đạn pháo" và "chứng loạn thần kinh chiến đấu". Thuật ngữ "rối loạn căng thẳng sau chấn thương" được sử dụng vào những năm 1970 phần lớn là do chẩn đoán của các cựu quân nhân Hoa Kỳ trong Chiến tranh Việt Nam. Chứng bệnh này được Hiệp hội Tâm thần Hoa Kỳ chính thức công nhận vào năm 1980 trong ấn bản thứ ba của Sổ tay Chẩn đoán và Thống kê về Rối loạn Tâm thần (DSM-III).

## Triệu chứng

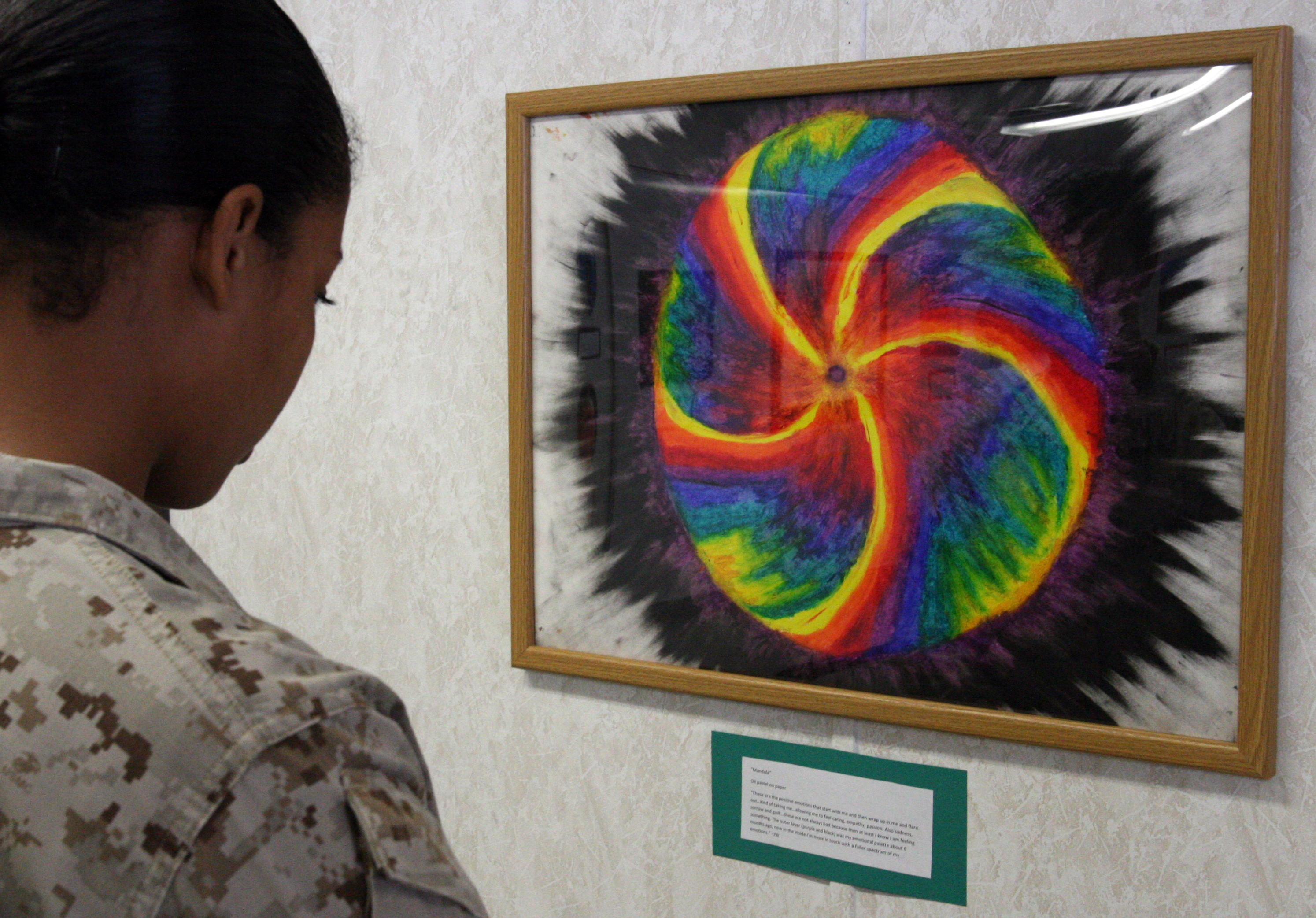
Một quân nhân sử dụng hình ảnh nghệ thuật để làm giảm các triệu chứng hậu chấn tâm lý.

Các triệu chứng của hậu chấn tâm lý thường bắt đầu trong vòng ba tháng đầu tiên sau khi xảy ra sự kiện đau thương, nhưng có thể không bắt đầu cho đến nhiều năm sau đó. Trong trường hợp điển hình, người bị hậu chấn tâm lý luôn tránh suy nghĩ và cảm xúc liên quan đến chấn thương hoặc thảo luận về sự kiện đau buồn, và thậm chí có thể bị mất trí nhớ về sự kiện này. Tuy nhiên, sự kiện này thường được cá nhân hồi tưởng lại thông qua các hồi ức xâm nhập, lặp đi lặp lại, các giai đoạn phân ly khi hồi tưởng lại chấn thương ("hồi tưởng") và ác mộng. Mặc dù thông thường các triệu chứng sau bất kỳ sự kiện chấn thương nào, những triệu chứng này phải tồn tại ở mức độ đủ (tức là gây rối loạn chức năng sống hoặc mức độ đau khổ lâm sàng) trong hơn một tháng sau chấn thương để được phân loại là hậu chấn tâm lý (rối loạn chức năng lâm sàng nghiêm trọng hoặc đau buồn trong vòng ít hơn một tháng sau chấn thương có thể là rối loạn căng thẳng cấp tính). Một số người sau một sự kiện đau buồn trải qua sự trưởng thành sau chấn thương.

### Các chứng bệnh liên quan
Những người sống sót sau chấn thương thường phát triển trầm cảm, rối loạn lo âu và rối loạn tâm trạng cùng với hậu chấn tâm lý.
Lạm dụng ma túy và lạm dụng rượu thường cùng xảy ra với hậu chấn tâm lý. Việc phục hồi sau rối loạn căng thẳng sau chấn thương hoặc các rối loạn lo âu khác có thể bị cản trở, hoặc tình trạng trở nên tồi tệ hơn khi rối loạn sử dụng chất gây nghiện đi kèm với hậu chấn tâm lý. Giải quyết những vấn đề này có thể giúp cải thiện tình trạng sức khỏe tâm thần và mức độ lo lắng của người bệnh.
Ở trẻ em và thanh thiếu niên, có mối liên hệ chặt chẽ giữa những khó khăn trong điều tiết cảm xúc (ví dụ như thay đổi tâm trạng, bộc phát cơn tức giận, nóng nảy) và các triệu chứng căng thẳng sau chấn thương, không phụ thuộc vào tuổi tác, giới tính hoặc loại chấn thương.

## Các nhân tố nguy cơ

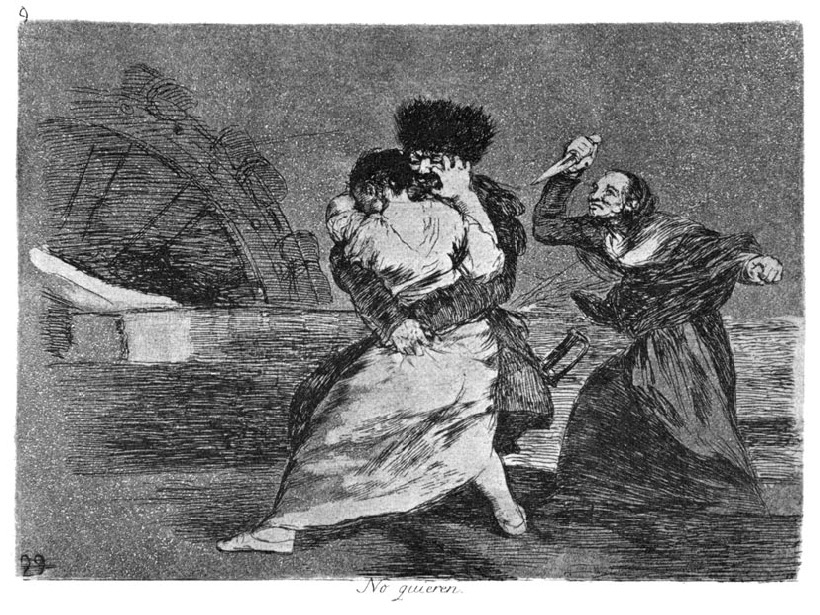
No quieren (Họ không muốn) của Francisco Goya (1746–1828) mô tả một người phụ nữ lớn tuổi cầm dao để bảo vệ một cô gái bị một người lính hành hung.

Những người được coi là có nguy cơ hậu chấn tâm lý bao gồm quân nhân chiến đấu, nạn nhân của thiên tai, những người sống sót trong trại tập trung và nạn nhân của tội phạm bạo lực. Những người làm việc trong những công việc khiến họ phải chịu bạo lực (chẳng hạn như binh lính) hoặc thảm họa (chẳng hạn như nhân viên dịch vụ khẩn cấp) cũng có nguy cơ. Các nghề khác có nguy cơ cao hơn bao gồm cảnh sát, nhân viên cứu hỏa, nhân viên cứu thương, chuyên gia chăm sóc sức khỏe, lái tàu, thợ lặn, nhà báo và thủy thủ, ngoài ra còn những người làm việc tại ngân hàng, bưu điện hoặc cửa hàng.

### Chấn thương
Hậu chấn tâm lý  có liên quan đến một loạt các sự kiện đau thương. Nguy cơ phát triển hậu chấn tâm lý  sau một chấn thương thay đổi theo loại chấn thương  và cao nhất sau khi tiếp xúc với bạo lực tình dục (11,4%), đặc biệt là hiếp dâm (19,0%). Nam giới có nhiều khả năng phải trải qua một sự kiện đau thương (dưới bất kỳ hình thức nào), nhưng phụ nữ có nhiều khả năng trải qua loại sự kiện đau thương có tác động mạnh có thể dẫn đến hậu chấn tâm lý, chẳng hạn như bạo lực giữa các cá nhân và tấn công tình dục.
Những người sống sót sau va chạm xe cơ giới, cả trẻ em và người lớn, có nhiều nguy cơ mắc hậu chấn tâm lý. Trên toàn cầu, khoảng 2,6% người lớn được chẩn đoán mắc hậu chấn tâm lý  sau một tai nạn giao thông không đe dọa đến tính mạng, và một tỷ lệ tương tự ở trẻ em bị hậu chấn tâm lý. Nguy cơ PTSD gần như tăng gấp đôi lên 4,6% đối với các tai nạn ô tô đe dọa tính mạng. Phụ nữ có nhiều khả năng được chẩn đoán mắc hậu chấn tâm lý  sau một tai nạn giao thông đường bộ, cho dù tai nạn xảy ra trong thời thơ ấu hay khi trưởng thành.
Phản ứng căng thẳng sau chấn thương đã được nghiên cứu ở trẻ em và thanh thiếu niên. Tỷ lệ hậu chấn tâm lý có thể thấp hơn ở trẻ em so với người lớn, nhưng nếu không điều trị, các triệu chứng có thể tiếp tục trong nhiều thập kỷ. Một ước tính cho thấy tỷ lệ trẻ em và thanh thiếu niên mắc hậu chấn tâm lý ở nhóm dân số không già ở một nước phát triển có thể là 1% so với 1,5% đến 3% ở người lớn và thấp hơn nhiều ở độ tuổi dưới 10 tuổi. Trung bình, 16% trẻ em tiếp xúc với một sự kiện đau buồn phát triển hậu chấn tâm lý, thay đổi tùy theo loại tiếp xúc và giới tính. Tương tự như dân số trưởng thành, các yếu tố nguy cơ của hậu chấn tâm lý ở trẻ em bao gồm: giới tính nữ, tiếp xúc với thiên tai (tự nhiên hoặc nhân tạo), hành vi ứng phó tiêu cực và/hoặc thiếu hệ thống hỗ trợ xã hội thích hợp.
Các mô hình dự báo đã liên tục phát hiện ra rằng chấn thương thời thơ ấu, nghịch cảnh mãn tính, sự khác biệt về sinh học thần kinh và các yếu tố gây căng thẳng trong gia đình có liên quan đến nguy cơ mắc hậu chấn tâm lý sau một sự kiện đau thương ở tuổi trưởng thành. Rất khó để tìm thấy các khía cạnh nhất quán của các sự kiện dự đoán, nhưng sự tự cô lập mình sau sang chấn là một chỉ số dự báo khá nhất quán về sự phát triển của hậu chấn tâm lý. Khoảng cách gần, thời gian và mức độ nghiêm trọng của chấn thương gây ra. Người ta đã suy đoán rằng những sang chấn giữa các cá nhân gây ra nhiều vấn đề hơn những sang chấn do cá nhân gây ra, nhưng điều này còn gây tranh cãi. Nguy cơ phát triển hậu chấn tâm lý tăng lên ở những người bị lạm dụng thể chất, hành hung thể xác hoặc bắt cóc. Phụ nữ bị bạo lực thể chất có nhiều khả năng bị hậu chấn tâm lý hơn nam giới.

#### Bạo lực từ bạn tình/người phối ngẫu
Một cá nhân bị bạo lực gia đình có khuynh hướng phát triển hậu chấn tâm lý. Tuy nhiên, việc tiếp xúc với trải nghiệm đau thương không tự động cho thấy một cá nhân sẽ phát triển hậu chấn tâm lý. Có một mối liên hệ chặt chẽ giữa sự phát triển hậu chấn tâm lý ở những bà mẹ từng bị bạo lực gia đình trong thời kỳ chu sinh của thai kỳ.
Những người đã từng bị tấn công tình dục hoặc cưỡng hiếp có thể phát triển các triệu chứng của hậu chấn tâm lý. Các triệu chứng hậu chấn tâm lý bao gồm trải nghiệm lại cuộc hành hung, tránh những thứ liên quan đến cuộc hành hung, tê liệt, tăng lo lắng và tăng phản ứng giật mình. Khả năng duy trì các triệu chứng của hậu chấn tâm lý cao hơn nếu kẻ hiếp dâm giam giữ hoặc kiềm chế người đó, nếu người bị cưỡng hiếp tin rằng kẻ hiếp dâm sẽ giết họ, người bị cưỡng hiếp còn rất trẻ hoặc rất già và nếu kẻ hiếp dâm là người mà họ biết.. Khả năng các triệu chứng nghiêm trọng kéo dài cũng cao hơn nếu những người xung quanh nạn nhân phớt lờ (hoặc không biết) về vụ hiếp dâm hoặc đổ lỗi cho nạn nhân bị hiếp dâm.

#### Chấn thương liên quan đến chiến tranh
Nghĩa vụ quân sự là một yếu tố nguy cơ phát triển hậu chấn tâm lý. Khoảng 78% những người tiếp xúc với chiến đấu không phát triển chứng hậu chấn tâm lý; trong khoảng 25% quân nhân mắc hậu chấn tâm lý, sự xuất hiện của bệnh này bị trì hoãn.
Người tị nạn cũng có nguy cơ mắc hậu chấn tâm lý cao hơn do họ phải tiếp xúc với chiến tranh, gian khổ và các sự kiện đau thương. Tỷ lệ hậu chấn tâm lý trong quần thể người tị nạn dao động từ 4% đến 86%. Trong khi những căng thẳng của chiến tranh ảnh hưởng đến tất cả những người có liên quan, những người phải di dời đã được chứng minh là (bị ảnh hưởng) nhiều hơn những người khác.
Những thách thức liên quan đến sức khỏe tâm lý xã hội tổng thể của người tị nạn rất phức tạp và mang nhiều sắc thái riêng. Những người tị nạn đã giảm mức độ hạnh phúc và tỷ lệ đau khổ tinh thần cao do chấn thương trong quá khứ và hiện tại. Các nhóm người bị ảnh hưởng đặc biệt và nhu cầu của họ thường không được đáp ứng là phụ nữ, người lớn tuổi và trẻ vị thành niên không có người bảo hộ. Căng thẳng sau chấn thương và trầm cảm ở người tị nạn cũng có xu hướng ảnh hưởng đến sự thành công trong việc học hành của họ.

#### Cái chết bất ngờ của người thân
Cái chết đột ngột, bất ngờ của người thân là loại sự kiện đau thương phổ biến nhất được báo cáo trong các nghiên cứu xuyên quốc gia. Tuy nhiên, phần lớn những người trải qua loại sự kiện này sẽ không trải qua hậu chấn tâm lý. Một phân tích từ Khảo sát Sức khỏe Tâm thần Thế giới của WHO cho thấy 5,2% nguy cơ phát triển hậu chấn tâm lý sau khi biết tin về cái chết bất ngờ của một người thân yêu. Do mức độ phổ biến của loại sự kiện đau thương này, cái chết bất ngờ của người thân chiếm khoảng 20% các trường hợp hậu chấn tâm lý trên toàn thế giới.

#### Bệnh có nguy cơ tử vong
Các tình trạng y tế liên quan đến tăng nguy cơ mắc hậu chấn tâm lý bao gồm ung thư, đau tim, và đột quỵ. 22% người sống sót sau ung thư có các triệu chứng giống như hậu chấn tâm lý suốt đời. Nhập viện tại đơn vị chăm sóc đặc biệt (ICU) cũng là một yếu tố nguy cơ mắc hậu chấn tâm lý. Một số phụ nữ trải qua hậu chấn tâm lý từ kinh nghiệm của họ liên quan đến ung thư vú và phẫu thuật cắt bỏ vú. Những người thân yêu của những người bị bệnh đe dọa tính mạng cũng có nguy cơ phát triển hậu chấn tâm lý, chẳng hạn như cha mẹ của trẻ mắc bệnh mãn tính.

#### Chấn thương liên quan đến thai kỳ
Phụ nữ sẩy thai có nguy cơ bị hậu chấn tâm lý. Những người bị sẩy thai lần tiếp theo có nguy cơ mắc hậu chấn tâm lý cao hơn so với những người chỉ bị một lần. Hậu chấn tâm lý cũng có thể xảy ra sau khi sinh con và nguy cơ tăng lên nếu một phụ nữ đã trải qua chấn thương trước khi mang thai. Tỷ lệ bị hậu chấn tâm lý sau khi sinh con bình thường (nghĩa là, không bao gồm thai chết lưu hoặc các biến chứng lớn) được ước tính là từ 2,8 đến 5,6% ở 6 tuần sau sinh, với tỷ lệ giảm xuống 1,5% ở 6 tháng sau sinh. Các triệu chứng của hậu chấn tâm lý thường gặp sau khi sinh con, với tỷ lệ phổ biến là 24-30,1%  ở tuần thứ 6, giảm xuống còn 13,6% ở tháng thứ 6. Sinh con khẩn cấp cũng có thể gây ra hậu chấn tâm lý.

### Di truyền
Có bằng chứng cho thấy tính nhạy cảm với hậu chấn tâm lý là do di truyền. Khoảng 30% phương sai trong hậu chấn tâm lý là do di truyền. Đối với các cặp sinh đôi tiếp xúc với chiến đấu ở Việt Nam, việc có một cặp song sinh đơn hợp tử (giống hệt nhau) mắc hậu chấn tâm lý có liên quan đến việc tăng nguy cơ người đồng hợp tử mắc hậu chấn tâm lý so với cặp song sinh dị hợp tử (song sinh không giống nhau). Những phụ nữ có hồi hải mã nhỏ hơn có thể dễ bị hậu chấn tâm lý hơn sau một sự kiện đau thương dựa trên những phát hiện ban đầu. Nghiên cứu cũng phát hiện ra rằng hậu chấn tâm lý có nhiều ảnh hưởng di truyền phổ biến đối với các rối loạn tâm thần khác. Rối loạn hoảng sợ và lo âu tổng quát và hậu chấn tâm lý có cùng 60% phương sai di truyền. Sự phụ thuộc vào ma túy, rượu, và nicotin có hơn 40% điểm tương đồng về di truyền.
Một số chỉ thị sinh học đã được xác định có liên quan đến sự phát triển hậu chấn tâm lý sau này. Các phản ứng giật mình cao và chỉ với kết quả sơ bộ, thể tích hồi hải mã nhỏ hơn đã được xác định là dấu hiệu sinh học có thể có cho nguy cơ mắc hậu chấn tâm lý cao. Ngoài ra, một nghiên cứu cho thấy những người lính có bạch cầu có nhiều thụ thể glucocorticoid hơn dễ bị hậu chấn tâm lý sau khi trải qua chấn thương.

## Sinh lý bệnh

### Sinh lý thần kinh
Các triệu chứng rối loạn sau sang chấn có thể xảy ra khi một sự kiện chấn thương gây ra phản ứng adrenaline quá mức, tạo ra các mô hình thần kinh sâu trong não. Những hình thái này có thể tồn tại rất lâu sau sự kiện gây ra nỗi sợ hãi, khiến một cá nhân phản ứng nhanh với các tình huống sợ hãi trong tương lai. Trong những trải nghiệm đau thương, mức độ cao của các hormone căng thẳng được tiết ra ngăn chặn hoạt động của vùng dưới đồi, có thể là một yếu tố chính dẫn đến sự phát triển của hậu chấn tâm lý.
Hậu chấn tâm lý gây ra những thay đổi sinh hóa trong não và cơ thể, khác với các rối loạn tâm thần khác như trầm cảm nặng. Những người được chẩn đoán mắc hậu chấn tâm lý phản ứng mạnh hơn với xét nghiệm ức chế dexamethasone so với những người được chẩn đoán trầm cảm lâm sàng.
Hầu hết những người bị hậu chấn tâm lý đều có cơ thể tiết ra ít cortisol và tiết nhiều catecholamine trong nước tiểu, với tỷ lệ norepinephrine/cortisol do đó cao hơn so với những người không được chẩn đoán. Điều này trái ngược với phản ứng chống trả hoặc bỏ chạy thông thường, trong đó cả mức catecholamine và cortisol đều tăng sau khi tiếp xúc với một tác nhân gây căng thẳng.
Các bệnh nhân hậu chấn tâm lý đều có nồng độ catecholamine trong não cao, và nồng độ yếu tố giải phóng corticotropin (CRF) cao. Kết hợp với nhau, những phát hiện này cho thấy sự bất thường ở trục hạ đồi-tuyến yên-thượng thận (HPA).
Sự duy trì nỗi sợ hãi đã được chứng minh là bao gồm trục HPA, hệ thống locus coeruleus - noradrenergic, và các kết nối giữa hệ limbic và vỏ não trước. Trục HPA điều phối phản ứng nội tiết tố với căng thẳng, kích hoạt hệ thống LC-noradrenergic, có liên quan đến việc củng cố quá mức ký ức xảy ra sau chấn thương. Sự hợp nhất quá mức này làm tăng khả năng mắc hậu chấn tâm lý của một người. Các hạch hạnh nhân chịu trách nhiệm phát hiện mối đe dọa và các phản ứng sợ hãi có điều kiện và không điều kiện được thực hiện như một phản ứng đối với mối đe dọa.
Trục HPA chịu trách nhiệm điều phối phản ứng của hormone trước sự căng thẳng. Do sự ức chế mạnh mẽ của cortisol đối với dexamethasone trong hậu chấn tâm lý, các bất thường của trục HPA có thể được dự đoán dựa trên sự ức chế phản hồi tiêu cực mạnh của cortisol, bản thân nó có thể là do sự tăng nhạy cảm của các thụ thể glucocorticoid. Hậu chấn tâm lý đã được giả thuyết là một lộ trình học tập sai lầm để phản ứng với nỗi sợ hãi thông qua trục HPA quá nhạy cảm, tăng hoạt động và phản ứng nhanh.
Nồng độ cortisol thấp có thể khiến các cá nhân mắc hậu chấn tâm lý: Sau chấn thương chiến tranh, những người lính Thụy Điển phục vụ ở Bosnia và Herzegovina với nồng độ cortisol nước bọt trước khi tham gia quân đội thấp có nguy cơ phản ứng với các triệu chứng hậu chấn tâm lý, sau chấn thương chiến tranh, so với những người lính có mức độ trước khi tham gia quân đội ở mức bình thường. Bởi vì cortisol thường quan trọng trong việc khôi phục cân bằng nội môi sau phản ứng căng thẳng, người ta cho rằng những người sống sót sau chấn thương có cortisol thấp sẽ có phản ứng kém kiềm chế - nghĩa là, lâu hơn và đau buồn hơn -, tạo cơ hội mắc hậu chấn tâm lý.
Người ta cho rằng hệ thống locus coeruleus-noradrenergic làm trung gian cho việc củng cố quá mức trí nhớ sợ hãi. Mức độ cao của cortisol làm giảm hoạt động của noradrenergic và bởi vì những người bị hậu chấn tâm lý có xu hướng giảm mức cortisol, người ta đã đề xuất rằng những người bị hậu chấn tâm lý không thể điều chỉnh phản ứng noradrenergic tăng lên đối với căng thẳng chấn thương. Ký ức xâm nhập và phản ứng sợ hãi có điều kiện được cho là kết quả của phản ứng với các yếu tố kích hoạt liên quan. Neuropeptide Y đã được báo cáo là làm giảm giải phóng norepinephrine và đã được chứng minh là có đặc tính giải lo âu trên các mô hình động vật. Các nghiên cứu đã chỉ ra rằng những người bị hậu chấn tâm lý có mức NPY giảm, có thể cho thấy mức độ lo lắng của họ tăng lên.
Các nghiên cứu khác chỉ ra rằng những người bị hậu chấn tâm lý có mức serotonin thấp kinh niên, góp phần vào các triệu chứng hành vi thường liên quan như lo lắng, suy nghĩ, khó chịu, hung hăng, tự mãn và bốc đồng. Serotonin cũng góp phần ổn định sản xuất glucocorticoid.
Mức dopamine ở một người bị hậu chấn tâm lý có thể góp phần gây ra các triệu chứng: mức thấp có thể gây ra chứng loạn trương lực cơ, thờ ơ, suy giảm khả năng chú ý và thiếu vận động; mức độ cao có thể góp phần vào rối loạn tâm thần, kích động và bồn chồn.
Một số nghiên cứu đã mô tả nồng độ hormone tuyến giáp triiodothyronine tăng cao trong hậu chấn tâm lý. Loại thích ứng dị ứng loại 2 này có thể góp phần làm tăng độ nhạy cảm với catecholamine và các chất trung gian gây căng thẳng khác.
Việc phản ứng quá mẫn trong hệ thống norepinephrine cũng có thể do tiếp xúc với căng thẳng cao. Sự hoạt động quá mức của các thụ thể norepinephrine trong vỏ não trước trán có thể liên quan đến những hồi tưởng và ác mộng mà những người bị PTSD thường xuyên trải qua. Sự suy giảm các chức năng norepinephrine khác (nhận thức về môi trường hiện tại) ngăn cản các cơ chế ghi nhớ trong não xử lý trải nghiệm và những cảm xúc mà người đó đang trải qua trong quá trình hồi tưởng không liên quan đến môi trường hiện tại.
Có nhiều tranh cãi trong cộng đồng y tế về sinh học thần kinh của hậu chấn tâm lý. Một đánh giá năm 2012 cho thấy không có mối quan hệ rõ ràng giữa mức cortisol và hậu chấn tâm lý. Phần lớn các báo cáo chỉ ra rằng những người bị hậu chấn tâm lý có nồng độ hormone giải phóng corticotropin cao hơn, mức cortisol cơ bản thấp hơn và tăng cường ức chế phản hồi tiêu cực của trục HPA do dexamethasone.

### Giải phẫu thần kinh

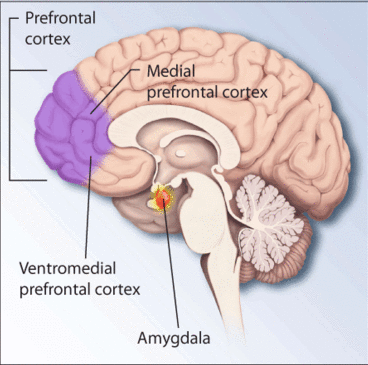
Các vùng não liên quan đến căng thẳng và rối loạn căng thẳng sau chấn thương

Một phân tích tổng hợp các nghiên cứu MRI cấu trúc đã phát hiện ra mối liên quan với việc giảm tổng thể tích não, thể tích nội sọ và thể tích của hồi hải mã, vỏ não trong và thể tích thùy trước. Phần lớn nghiên cứu này bắt nguồn từ hậu chấn tâm lý của những người trong Chiến tranh Việt Nam.
Những người bị PTSD bị giảm hoạt động của não trong vỏ não trước và lưng và vỏ não trước trán, những khu vực liên quan đến trải nghiệm và điều hòa cảm xúc.
Các hạch hạnh nhân tham gia mạnh mẽ vào việc hình thành ký ức cảm xúc, đặc biệt là ký ức liên quan đến sợ hãi. Trong thời gian căng thẳng cao độ, vùng hồi hải mã, có liên quan đến việc đặt ký ức vào đúng bối cảnh không gian và thời gian và khả năng nhớ lại trí nhớ, bị ức chế. Theo một giả thuyết, sự đàn áp này có thể là nguyên nhân của những đoạn hồi tưởng có thể ảnh hưởng đến những người bị PTSD. Khi một người nào đó bị PTSD trải qua các kích thích tương tự như sự kiện đau thương, cơ thể sẽ cảm nhận sự kiện đó sẽ xảy ra một lần nữa vì ký ức không bao giờ được ghi lại đúng cách trong bộ nhớ của người đó.
Mô hình hạch hạnh nhân của PTSD đề xuất rằng hạch hạnh nhân bị kích thích rất nhiều và không được kiểm soát đầy đủ bởi vỏ não trung gian trước trán và vùng hải mã, đặc biệt là trong thời kỳ tuyệt chủng. Điều này phù hợp với cách giải thích PTSD là một hội chứng thiếu khả năng tuyệt chủng.
Nhân cơ bản (BLA) của hạch hạnh nhân chịu trách nhiệm so sánh và phát triển các mối liên hệ giữa các phản ứng không điều kiện và có điều kiện đối với các kích thích, dẫn đến chứng sợ hãi trong PTSD. BLA kích hoạt hạt nhân trung tâm (CeA) của hạch hạnh nhân, tạo ra phản ứng sợ hãi, (bao gồm phản ứng hành vi đối với mối đe dọa và phản ứng giật mình tăng cao). Các yếu tố đầu vào ức chế giảm dần từ vỏ não trung gian trước trán (mPFC) điều chỉnh quá trình truyền từ BLA đến CeA, được giả thuyết là đóng một vai trò trong việc tiêu diệt các phản ứng sợ hãi có điều kiện. Nhìn chung, chứng tăng động hạch hạnh nhân được báo cáo bằng phân tích tổng hợp về hình ảnh thần kinh chức năng trong PTSD, có một mức độ lớn của tình trạng dị hợp, nhiều hơn so với rối loạn lo âu xã hội hoặc rối loạn ám ảnh. So sánh các cụm lưng (gần như CeA) và bụng (gần BLA), tăng động mạnh hơn ở cụm bụng, trong khi giảm hoạt động thể hiện rõ ở cụm lưng. Sự khác biệt có thể giải thích những cảm xúc bị giảm sút trong PTSD (thông qua giải mẫn cảm trong CeA) cũng như thành phần liên quan đến nỗi sợ hãi.
Trong một nghiên cứu năm 2007, các cựu chiến binh chiến đấu trong Chiến tranh Việt Nam mắc hậu chấn tâm lý cho thấy thể tích vùng hồi hải mã của họ giảm 20% so với các cựu chiến binh không bị các triệu chứng như vậy. Phát hiện này không được nhân rộng ở những bệnh nhân PTSD mãn tính bị chấn thương trong một vụ tai nạn máy bay triển lãm hàng không năm 1988 (Ramstein, Đức).
Bằng chứng cho thấy rằng nồng độ cannabinoid nội sinh bị giảm trong PTSD, đặc biệt là anandamide, và các thụ thể cannabinoid (CB1) được tăng lên để bù đắp. Dường như có mối liên hệ giữa sự gia tăng khả năng sẵn có của thụ thể CB1 trong hạch hạnh nhân và quá trình xử lý mối đe dọa bất thường và chứng cuồng loạn, nhưng không phải chứng dysphoria ở những người sống sót sau chấn thương.
Một nghiên cứu năm 2020 không tìm thấy bằng chứng cho các kết luận từ nghiên cứu trước đó cho thấy chỉ số IQ thấp là một yếu tố nguy cơ mắc PTSD.

## Chẩn đoán
Hậu chấn tâm lý có thể khó chẩn đoán, vì:
- bản chất chủ quan của hầu hết các tiêu chuẩn chẩn đoán (mặc dù điều này đúng với nhiều rối loạn tâm thần);
- khả năng báo cáo quá mức, ví dụ, trong khi tìm kiếm trợ cấp khuyết tật, hoặc khi PTSD có thể là một yếu tố giảm nhẹ khi kết án hình sự;[cần dẫn nguồn]
- khả năng báo cáo thiếu, ví dụ, kỳ thị, tự hào, lo sợ rằng chẩn đoán PTSD có thể ngăn cản một số cơ hội việc làm nhất định;
- triệu chứng trùng lặp với các rối loạn tâm thần khác như rối loạn ám ảnh cưỡng chế và rối loạn lo âu tổng quát;[115]
- liên quan đến các rối loạn tâm thần khác như rối loạn trầm cảm nặng và rối loạn lo âu tổng quát;
- rối loạn sử dụng chất gây nghiện, thường tạo ra một số dấu hiệu và triệu chứng giống như PTSD; và
- rối loạn sử dụng chất kích thích có thể làm tăng tính dễ bị tổn thương đối với PTSD hoặc làm trầm trọng thêm các triệu chứng PTSD hoặc cả hai; và
- PTSD làm tăng nguy cơ phát triển các rối loạn lạm dụng chất gây nghiện.
- sự biểu hiện khác biệt của các triệu chứng về mặt văn hóa (đặc biệt đối với việc tránh và các triệu chứng gây tê, những giấc mơ buồn và các triệu chứng soma)[116]

### Tầm soát/sàng lọc
Có một số công cụ sàng lọc PTSD dành cho người lớn, chẳng hạn như Danh sách kiểm tra PTSD cho DSM-5 (PCL-5)  và Tầm soát PTSD Chăm sóc ban đầu cho DSM-5 (PC-PTSD-5).
Ngoài ra còn có một số công cụ sàng lọc và đánh giá để sử dụng cho trẻ em và thanh thiếu niên. Chúng bao gồm Thang điểm triệu chứng PTSD ở trẻ em (CPSS), Bảng câu hỏi sàng lọc chấn thương trẻ em, và Chỉ số phản ứng rối loạn căng thẳng sau chấn thương UCLA cho DSM-IV.
Ngoài ra, cũng có các công cụ sàng lọc và đánh giá cho người chăm sóc trẻ nhỏ (từ sáu tuổi trở xuống). Chúng bao gồm Sàng lọc PTSD cho Trẻ nhỏ, Danh sách Kiểm tra PTSD Trẻ nhỏ, và Đánh giá Chẩn đoán Trẻ sơ sinh và Mẫu giáo.

### Thẩm định / đánh giá
Các nguyên tắc đánh giá dựa trên bằng chứng, bao gồm cách tiếp cận đánh giá đa phương pháp, là nền tảng của đánh giá PTSD.

### Sổ tay chẩn đoán và thống kê
PTSD được phân loại là rối loạn lo âu trong DSM-IV, nhưng sau đó đã được phân loại lại là "rối loạn liên quan đến chấn thương và căng thẳng" trong DSM-5. Tiêu chuẩn chẩn đoán DSM-5 cho PTSD bao gồm bốn cụm triệu chứng: trải nghiệm lại, tránh né, thay đổi tiêu cực trong nhận thức / tâm trạng, và thay đổi về kích thích và phản ứng.

### Phân loại bệnh quốc tế
Bảng phân loại quốc tế về bệnh tật và các vấn đề sức khỏe liên quan 10 (ICD-10) phân loại PTSD theo "Phản ứng với căng thẳng nghiêm trọng và rối loạn điều chỉnh."  Các tiêu chí ICD-10 cho PTSD bao gồm trải nghiệm lại, tránh và tăng khả năng phản ứng hoặc không có khả năng nhớ lại một số chi tiết liên quan đến sự kiện.
Mô tả chẩn đoán ICD-11 cho PTSD bao gồm ba thành phần hoặc nhóm triệu chứng (1) trải nghiệm lại, (2) tránh và (3) cảm giác bị đe dọa cao hơn. ICD-11 không còn bao gồm những suy nghĩ bằng lời nói về sự kiện đau buồn như một triệu chứng. Dự đoán tỷ lệ PTSD được chẩn đoán bằng ICD-11 thấp hơn so với ICD10 hoặc DSM-5. ICD-11 cũng đề xuất xác định một nhóm riêng biệt với rối loạn căng thẳng phức tạp sau chấn thương (CPTSD), những người thường trải qua một số hoặc chấn thương kéo dài và bị suy giảm chức năng nhiều hơn những người bị PTSD.

### Chẩn đoán phân biệt
Chẩn đoán PTSD yêu cầu người đó đã tiếp xúc với một tác nhân gây căng thẳng cực độ, đe dọa tính mạng. Bất kỳ tác nhân gây căng thẳng nào cũng có thể dẫn đến chẩn đoán rối loạn điều chỉnh và đây là chẩn đoán thích hợp cho một tác nhân gây căng thẳng và một dạng triệu chứng không đáp ứng tiêu chuẩn cho PTSD.
Mô hình triệu chứng của rối loạn căng thẳng cấp tính phải xảy ra và được giải quyết trong vòng bốn tuần sau chấn thương. Nếu nó kéo dài lâu hơn và mô hình triệu chứng phù hợp với đặc điểm đó của PTSD, chẩn đoán có thể bị thay đổi.
Rối loạn ám ảnh cưỡng chế có thể được chẩn đoán vì những suy nghĩ xâm nhập đang tái diễn nhưng không liên quan đến một sự kiện đau thương cụ thể.
Trong những trường hợp nghiêm trọng của chấn thương kéo dài, lặp đi lặp lại mà không có cơ hội thoát ra được, những người sống sót có thể phát triển chứng rối loạn căng thẳng phức tạp sau chấn thương. Điều này xảy ra do nhiều lớp chấn thương hơn là một sự kiện chấn thương duy nhất và bao gồm các triệu chứng bổ sung, chẳng hạn như mất ý thức mạch lạc về bản thân.

## Phòng ngừa
Những lợi ích khiêm tốn có thể có được từ việc tiếp cận sớm với liệu pháp hành vi nhận thức. Quản lý căng thẳng sự cố nghiêm trọng đã được đề xuất như một phương pháp ngăn ngừa hậu chấn tâm lý, nhưng các nghiên cứu tiếp theo cho thấy khả năng nó tạo ra các kết quả tiêu cực. Một năm 2019 Tổng quan Cochrane đã không tìm thấy bất kỳ bằng chứng để hỗ trợ việc sử dụng các biện pháp can thiệp cung cấp cho tất cả mọi người "và rằng"... nhiều biện pháp can thiệp phiên có thể dẫn đến kết quả tồi tệ hơn không có sự can thiệp đối với một số cá nhân."  Tổ chức Y tế Thế giới khuyến cáo không nên sử dụng benzodiazepine và thuốc chống trầm cảm trong trường hợp căng thẳng cấp tính (các triệu chứng kéo dài dưới một tháng). Một số bằng chứng ủng hộ việc sử dụng hydrocortisone để phòng ngừa ở người lớn, mặc dù có ít hoặc không có bằng chứng ủng hộ propranolol, escitalopram, temazepam hoặc gabapentin.

### Hỏi đáp tâm lý
Các cá nhân tiếp xúc với chấn thương thường được điều trị gọi là hỏi đáp tâm lý trong nỗ lực ngăn ngừa PTSD, bao gồm các cuộc phỏng vấn nhằm cho phép các cá nhân trực tiếp đối mặt với sự kiện và chia sẻ cảm xúc của họ với nhân viên tư vấn và giúp cấu trúc ký ức của họ về sự kiện đó. Tuy nhiên, một số phân tích tổng hợp cho thấy rằng hỏi đáp tâm lý là vô ích và có khả năng gây hại. Điều này đúng cho cả phỏng vấn một phiên và can thiệp nhiều phiên. Vào năm 2017, Hiệp hội Tâm lý học Hoa Kỳ đã đánh giá việc phỏng vấn tâm lý là Không cần hỗ trợ / Điều trị có thể có hại.

### Các can thiệp nhắm vào các đối tượng rủi ro
Các biện pháp can thiệp nhắm vào rủi ro là những biện pháp cố gắng giảm thiểu thông tin hoặc sự kiện hình thành cụ thể. Nó có thể nhắm mục tiêu mô hình hóa các hành vi bình thường, hướng dẫn về một nhiệm vụ hoặc cung cấp thông tin về sự kiện.

## Quản lý
Đánh giá các nghiên cứu đã phát hiện ra rằng liệu pháp kết hợp (liệu pháp tâm lý và dược lý) không hiệu quả hơn liệu pháp tâm lý đơn thuần.

### Tư vấn
Các phương pháp tiếp cận với hiệu quả mạnh nhất bao gồm các liệu pháp hành vi và nhận thức-hành vi như liệu pháp tiếp xúc kéo dài, liệu pháp xử lý nhận thức, giải mẫn cảm và tái xử lý chuyển động của mắt (EMDR). Ngoài ra, liệu pháp tâm lý chiết trung ngắn gọn (BEP), liệu pháp tiếp xúc với tường thuật (NET) và các liệu pháp dùng việc tường thuật bằng văn bản cũng tỏ ra hiệu quả.
Một đánh giá của Cochrane năm 2019 đã đánh giá các cặp vợ chồng và các liệu pháp gia đình so với không chăm sóc và các liệu pháp cá nhân và nhóm để điều trị PTSD. Có rất ít nghiên cứu về các liệu pháp dành cho cặp đôi để xác định xem liệu có mang lại lợi ích đáng kể hay không nhưng các RCT sơ bộ cho thấy rằng các liệu pháp dành cho cặp đôi có thể có lợi trong việc giảm các triệu chứng PTSD.
Một so sánh phân tích tổng hợp gồm EMDR và liệu pháp hành vi nhận thức (CBT) cho thấy cả hai giao thức không thể phân biệt được về mặt hiệu quả trong điều trị PTSD; tuy nhiên, "sự đóng góp của thành phần chuyển động của mắt trong EMDR vào kết quả điều trị" là không rõ ràng. Một phân tích tổng hợp ở trẻ em và thanh thiếu niên cũng cho thấy EMDR cũng có hiệu quả như liệu pháp hành vi nhận thức.
Trẻ em bị PTSD có nhiều khả năng thực hiện điều trị ở trường (vì nó gần và dễ dàng) hơn là ở phòng khám miễn phí.

#### Liệu pháp nhận thức hành vi (CBT)

Biểu đồ mô tả cách cảm xúc, suy nghĩ và hành vi ảnh hưởng lẫn nhau. Hình tam giác ở giữa thể hiện nguyên lý của CBT rằng niềm tin cốt lõi của tất cả con người có thể được tổng hợp thành ba loại: bản thân, người khác, tương lai.

CBT tìm cách thay đổi cách một người cảm nhận và hành động bằng cách thay đổi mô hình suy nghĩ hoặc hành vi, hoặc cả hai, chịu trách nhiệm về những cảm xúc tiêu cực. Kết quả từ một đánh giá có hệ thống năm 2018 cho thấy bằng chứng có sức mạnh cao ủng hộ liệu pháp phơi nhiễm CBT có hiệu quả trong việc giảm PTSD và các triệu chứng trầm cảm, cũng như mất chẩn đoán PTSD. CBT đã được chứng minh là một phương pháp điều trị hiệu quả cho PTSD và hiện đang được coi là tiêu chuẩn chăm sóc PTSD của Bộ Quốc phòng Hoa Kỳ. Trong CBT, các cá nhân học cách xác định những suy nghĩ khiến họ cảm thấy sợ hãi hoặc khó chịu và thay thế chúng bằng những suy nghĩ ít đau khổ hơn. Mục đích là để hiểu cách những suy nghĩ nhất định về các sự kiện gây ra căng thẳng liên quan đến PTSD. Việc cung cấp CBT ở định dạng dựa trên Internet cũng đã được nghiên cứu trong một đánh giá của Cochrane năm 2018. Đánh giá này đã tìm thấy những tác động có lợi tương tự đối với các cơ sở dựa trên Internet như khi gặp mặt trực tiếp nhưng chất lượng của bằng chứng thấp do số lượng thử nghiệm được xem xét là ít.
Liệu pháp hồi tưởng là một loại liệu pháp hành vi nhận thức  liên quan đến việc hỗ trợ những người sống sót sau chấn thương trải qua lại những ký ức và lời nhắc nhở liên quan đến chấn thương để tạo điều kiện cho việc định cư và xử lý cảm xúc thành công trong ký ức chấn thương. Hầu hết các chương trình trị liệu phơi nhiễm bao gồm cả đối mặt trong tưởng tượng với ký ức đau buồn và tiếp xúc thực tế với những lời nhắc về chấn thương; phương thức trị liệu này được hỗ trợ tốt bởi các bằng chứng lâm sàng.  Sự thành công của các liệu pháp điều trị dựa trên phơi nhiễm đã đặt ra câu hỏi liệu phơi nhiễm có phải là một thành phần cần thiết trong điều trị PTSD hay không. Một số tổ chức  đã xác nhận nhu cầu hồi tưởng và quay lại cảm xúc chấn thương. Bộ Cựu chiến binh Hoa Kỳ đã tích cực đào tạo nhân viên điều trị sức khỏe tâm thần về liệu pháp phơi nhiễm kéo dài  và Liệu pháp xử lý nhận thức  nhằm nỗ lực điều trị tốt hơn cho các cựu chiến binh Hoa Kỳ mắc PTSD.
Nghiên cứu gần đây về các liệu pháp hành vi thế hệ thứ ba dựa trên ngữ cảnh cho thấy rằng chúng có thể tạo ra kết quả tương đương với một số liệu pháp đã được kiểm chứng tốt hơn. Nhiều phương pháp trị liệu này có yếu tố tiếp xúc đáng kể  và đã chứng tỏ thành công trong việc điều trị các vấn đề chính của PTSD và các triệu chứng trầm cảm đồng thời xảy ra.

## Thống kê

### Cựu binh

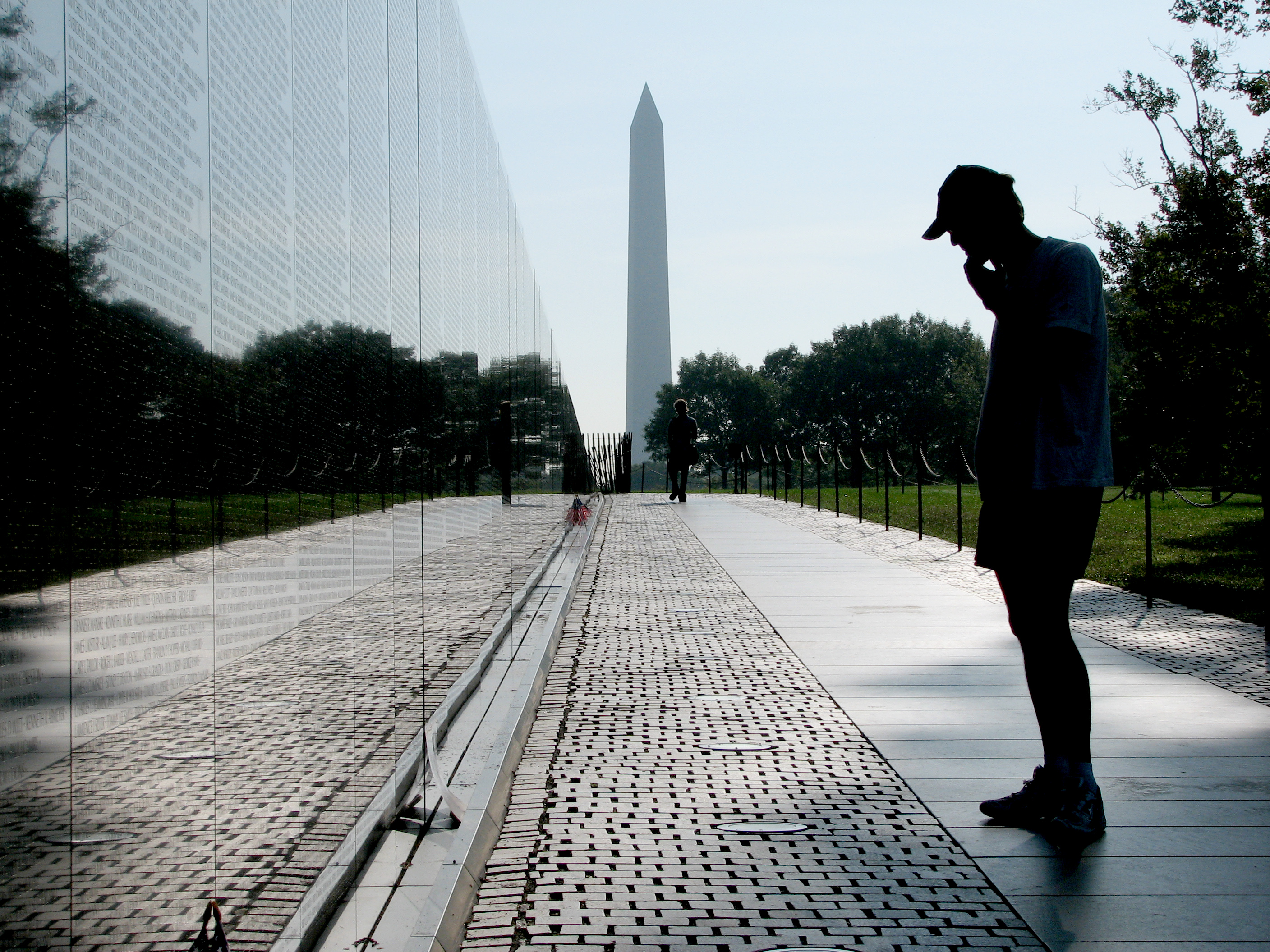
Đài tưởng niệm cựu chiến binh trong cuộc chiến tranh Việt Nam tại thủ đô Washington

Theo nghiên cứu do Trung tâm kiểm soát và phòng ngừa dịch bệnh Hoa Kỳ (CDC) thực hiện năm 1988 tỉ lệ mắc bệnh trọn đời của những cựu binh này là 14,7%. Nhưng theo cuộc khảo cứu tiếp sau của tổ chức National Vietnam Veterans Readjustment Study (NVVRS) cũng thuộc chính phủ Mỹ, thì lại nâng tỉ lệ mắc bệnh trọn đời tới 30,9% và tỉ lệ người bệnh ở thời điểm hiện tại là 15,2%. Tập san Science của Mỹ năm 2006, hạ tỉ lệ người mắc bệnh trọn đời xuống còn 18,7% và 9,2% cho hiện tại. Lý giải sự khác nhau của con số này người ta cho rằng nó bắt nguồn từ sự khác nhau về định nghĩa thế nào là rối loạn stress sau sang chấn.
Báo cáo của NVVRS còn cho thấy hàng loạt những vấn đề gặp phải ở cựu binh Mỹ từng tham chiến ở Việt Nam:
- 40% cựu binh đã ly hôn ít nhất một lần, 10% ly hôn hai lần hoặc hơn.
- 14,1% có các vấn đề nghiêm trọng trong hôn nhân và 23,1% có vấn đề nghiêm trọng với cha mẹ.
- Gần một nửa cựu binh mắc PTSD từng bị bắt giữ hoặc vào tù một lần, 34,2% hơn 1 lần và 11,5% có hành vi phạm tội nghiêm trọng.
- 11,2% cựu binh nghiện hoặc lạm dụng rượu, 39,2% từng có hành vi này tại một thời điểm nào đó trong đời.

Chừng 1/3 những người vô gia cư Mỹ là các cựu quân nhân, phần lớn những người này từng phục vụ trên chiến trường Việt Nam. Từ hơn 20 năm nay, Mỹ đã phải lập Bộ Cựu Chiến Binh Hoa Kỳ để lo lắng và trợ giúp những người cựu chiến binh này.

### Toàn dân
Tỷ lệ mắc bệnh trọn đời của người trưởng thành Mỹ là 7,8%, với 10,4% phụ nữ và 5% nam giới mắc PTSD vào một thời điểm nào đó trong đời. 60,7% nam giới và 51,2% nữ giới xác nhận có ít nhất một sự kiện sang chấn xảy đến với mình. Phần lớn nói rằng họ trải qua ít nhất 2 kiểu sang chấn, 10% nam giới và 6% nữ giới trải qua trên 4 kiểu sang chấn khác nhau.

## Tiêu chuẩn chẩn đoán
Theo DSM-IV (sổ tay hướng dẫn chẩn đoán bệnh tâm thần), tiêu chuẩn chẩn đoán rối loạn stress sau sang chấn là:
A. Từng bị ảnh hưởng bởi một sự kiện sang chấn (có thể trực tiếp là nạn nhân hoặc chỉ chứng kiến)
B. Sự kiện gây sang chấn tái diễn dai dẳng theo một hay nhiều cách (ví dụ như ác mộng, hồi tưởng)
C. Né tránh trước các kích thích gợi lại sang chấn và sự tê liệt đáp ứng
D. Các triệu chứng dai dẳng có tính chất bi kịch (không xảy ra trước sang chấn) như khó đi vào giấc ngủ, dễ giận dữ
E. Thời gian kéo dài của rối loạn này (các triệu chứng ở tiêu chuẩn B, C và D) trên 1 tháng
F. Làm suy yếu chức năng xã hội,  ảnh hưởng xấu đến công việc và các mối quan hệ khác

## Tái diễn lại sang chấn
Người bệnh thông thường muốn lẩn tránh các kích thích liên quan đến biến cố sang chấn tuy nhiên khi sự việc này thất bại họ lại có xu hướng ngược lại, tức là tìm đến những hoàn cảnh tương tự sang chấn. Ví dụ nạn nhân của loạn luân trở thành gái mại dâm, trẻ bị bạo hành về thể xác thực hiện hành vi tự gây thương tích như dùng dao tự cắt vào da thịt của mình, binh lính đã giải ngũ quay trở lại làm lính đánh thuê... Sigmund Freud xem biểu hiện này là có mục đích của người bệnh nhằm cố gắng lấy lại quyền làm chủ bản thân. Ở thời điểm hiện tại có nghiên cứu cho rằng nguyên nhân của vấn đề này là họ nghiện một số chất tiết ra trong quá trình sang chấn và bây giờ muốn tiếp xúc trở lại.